# Massimo Gregori Grgič
Massimo Gregori Grgič (Firenze, 10 ottobre 1950) è uno scrittore e yacht designer italiano.

## Biografia
Nato a Firenze nel 1950, ha vissuto per molti anni a Monza; attualmente vive sulle Colline Pisane. È autore di romanzi noir e gialli e di manuali tecnici sulla costruzione di navi e yacht, è titolare dello studio di progettazione navale Yankee Delta e insegna in vari master universitari.

## Pubblicazioni

### Romanzi
- Quote latte rosso sangue, 2007 Felici Editore.
- O' Vesuvio nun se ne fotte proprio , 2009 Esse Editore.
- Golf Sesso e Bugie, sempre palle sono, 2012 Esse Editore.
- Scomparsa in Toscana, 2013 Felici Editore.
- Litèutos, 2014 Mohicani Edizioni.
- Leonardo: morte per un ritratto, 2016 Mohicani Edizioni.
- Omicidio in Cattedrale: storia di una congiura, 2016 Il Ciliegio Edizioni
- Il mio nome è Bianca, 2020 Il Ciliegio Edizioni

### Manuali tecnici
- Il Progetto della Nave, 2009 FrancoAngeli.
- Interior Yacht Design, 2009 FrancoAngeli.
- Yacht Design Handbook, 2015 FrancoAngeli.